# Kai Januschowski
Kai Januschowski (ur. 1982 w Celle) – niemiecki okulista specjalizujący się w leczeniu zaćmy oraz retinologii (działaniu i schorzeniach siatkówki). Profesor w klinice okulistyki w Sulzbach/Saar (niem. Augenklinik Sulzbach).

## Życiorys
Studia medyczne ukończył w 2009 na Uniwersytecie w Tybindze. Stopień doktorski uzyskał na tej samej uczelni w 2010 roku na podstawie pracy pt. Elektrophysiologische Toxizitätsuntersuchungen intravitrealer Pharmaka am Modell der isolierten und umströmten Vertebratennetzhaut, którą przygotował pod kierunkiem prof. Petera Szurmana. W 2014 zdał trzeci stopień amerykańskiego systemu egzaminów lekarskich United States Medical Licensing Examination oraz egzaminy European Board of Ophthalmology (stąd przy nazwisku skrót FEBO oznaczający Fellow of European Board of Ophthalmology).
W styczniu 2015 uzyskał habilitację na podstawie rozprawy pt. Biokompatibilitätstestungen von intravitreal applizierten Farbstoffen und Spüllösungen in der Netzhautchirurgie, co pozwoliło mu awansować na stanowisko Oberarzt w klinice okulistyki w Sulzbach/Saar (niem. Augenklinik Sulzbach), którą kieruje od 2010 roku prof. Peter Szurman. W 2017 awansował w Tybindze na pozycję außerplanmäßige Professor (szefem tybińskiej kliniki jest od 2007 roku Karl Ulrich Bartz-Schmidt).
Jest autorem i współautorem szeregu artykułów publikowanych w wiodących czasopismach okulistycznych, m.in. w „Graefe's Archive for Clinical and Experimental Ophthalmology", „Current Eye Research", „Der Ophthalmologe", „Retina", „Experimental Eye Research", „Acta Ophthalmologica", „Journal of Cataract and Refractive Surgery" oraz „British Journal of Ophthalmology".
Należy do Niemieckiego Towarzystwa Okulistycznego (Deutsche Ophthalmologische Gesellschaft, DOG), Association for Research in Vision and Ophthalmology (ARVO) oraz niemieckiego Towarzystwa Retinologicznego (Retinologische Gesellschaft).
Jest synem Rainera Januschowskiego (ur. 1950), niemieckiego gastroenterologa, oraz Sun-Young An.